# Lista najwyższych budynków w Tajpej
Tajpej jest stolicą i największym miastem Tajwanu. Od 2004 do stycznia 2010 roku było też miastem posiadającym najwyższy wieżowiec na świecie, którym był ponad 500-metrowy Taipei 101. Powyżej 150 metrów wznosi się tu jedynie 17 budynków. Cztery budynki mają ponad 200 metrów wysokości. 

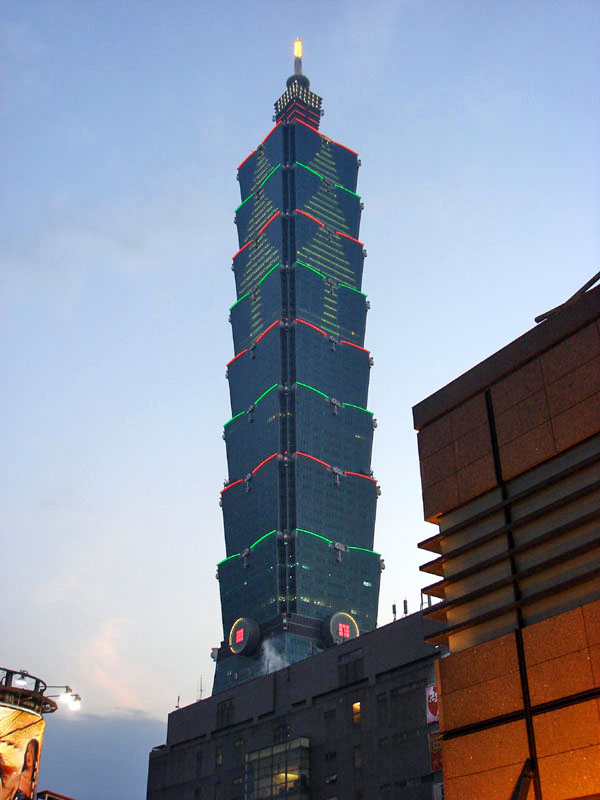
Taipei 101 wieczorem

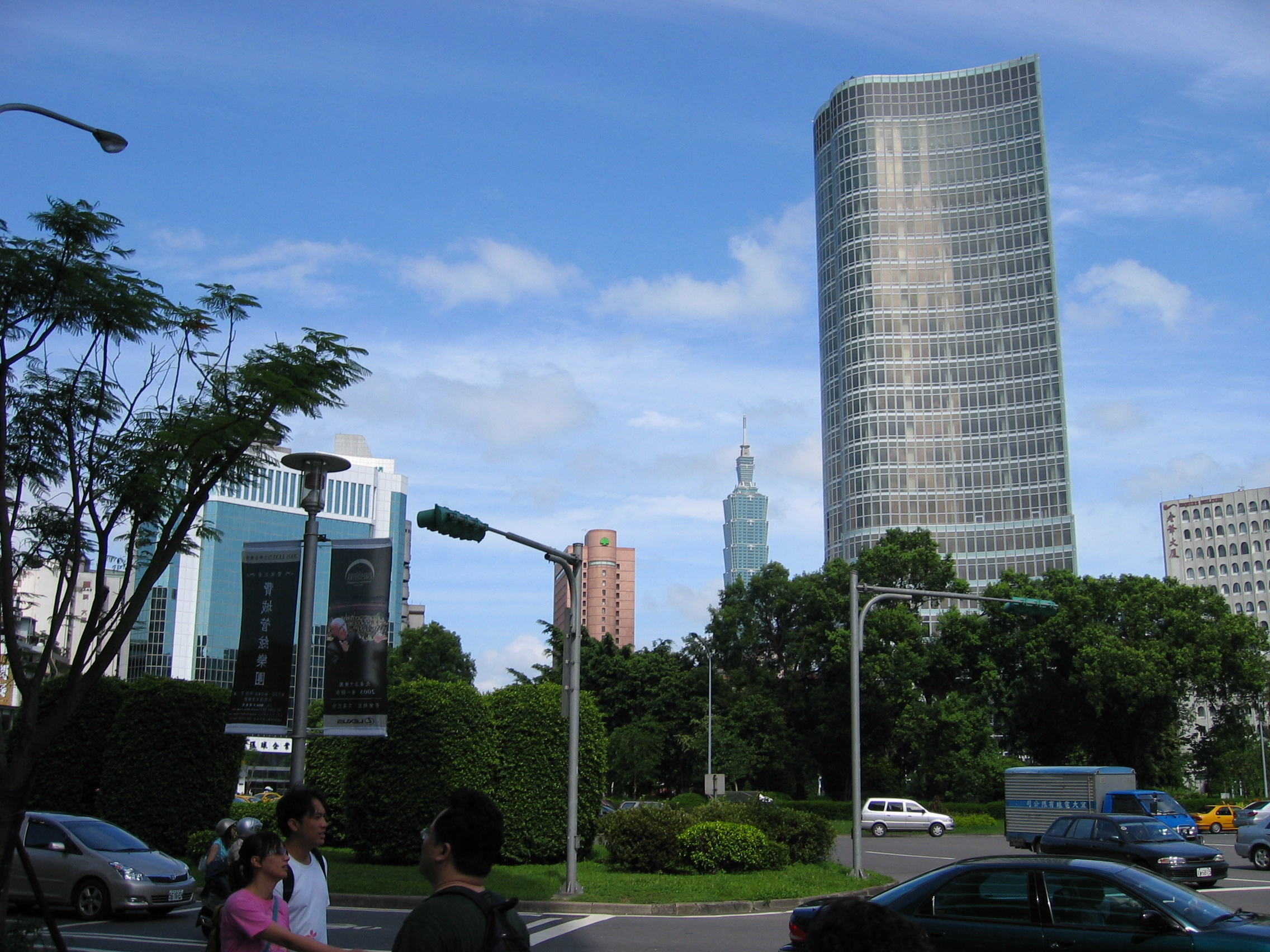
Taishin International Bank Tower (na pierwszym planie po prawej; 123 m), An-Tai Tower (w głębi z lewej; 134 m) i Taipei 101 (w głębi z prawej; 509,2 m)

## Najwyższe budynki
Poniższa lista przedstawia najwyższe budynki w Tajpej według bazy danych o najwyższych budowlach świata prowadzonej przez Council on Tall Buildings and Urban Habitat (CTBUH) (stan w roku 2020)
| Ranking   | Budynek                                 | Wysokość strukturalna | Liczba pięter | Rok budowy |
| --------- | --------------------------------------- | --------------------- | ------------- | ---------- |
| 1.        | Taipei 101                              | 509m                  | 101           | 2004       |
| W budowie | Taipei Sky Tower                        | 280m                  | 56            | 2022       |
| 2.        | Taipei NanShan Plaza                    | 272m                  | 48            | 2018       |
| W budowie | Fubon Group Xinyi Headquarters          | 266,3m                | 56            | 2021       |
| 3.        | Shin Kong Life Tower                    | 244,8m                | 51            | 1993       |
| 4.        | Cathay Landmark                         | 212m                  | 46            | 2014       |
| 5.        | Farglory Financial Center               | 208,3m                | 32            | 2013       |
| 6.        | Chicony Electronics Headquarters        | 180,5m                | 39            | 2015       |
| 7.        | Far Eastern Plaza II                    | 165 m                 | 43            | 1994       |
| 8.        | Far Eastern Plaza I                     | 165 m                 | 41            | 1994       |
| 9.        | Yihwa International Residential Tower A | 160m                  | 45            | 2014       |
| 10.       | Yihwa International Residential Tower B | 160m                  | 45            | 2014       |
| 11.       | Huaku Sky Garden                        | 156,7m                | 38            | 2017       |
| 12.       | Hua Nan Bank Headquarters               | 154,5m                | 27            | 2014       |
| 13.       | President Enterprise Corporation Tower  | 154 m                 | 30            | 2003       |
| 14.       | The Crystal Plaza                       | 150,8m                | 41            | 2013       |
| 15.       | Yihwa International Hotel               | 150m                  | 42            | 2014       |
| 16.       | Blue Ocean                              | 150m                  | 38            | 2010       |
| 17.       | W Hotel                                 | 150m                  | 31            | 2011       |